# Liga Nacional de Guatemala 1985
La Liga Nacional de Guatemala 1985 es el trigésimo cuarto torneo de la Liga de fútbol de Guatemala. El campeón del torneo fue el Comunicaciones, consiguiendo su décimo segundo título de liga.

## Formato
El formato del torneo era de todos contra todos a dos vueltas, donde los primeros seis lugares accedían a la hexagonal final, el resto de equipos peleaba la liguilla por no descender; El primer lugar de la Hexagonal final era el campeón, en caso de empate en puntos se definía el campeonato mediante partido final en cancha neutral.  El último lugar de la liguilla descendería a la categoría inmediata inferior.
Por ganar el partido se otorgaban 2 puntos, si era empate era un punto, por perder el partido no se otorgaban puntos.
Este torneo es recordado por la polémica del soborno del CSD Municipal, el cual los medios impresos de aquella época esparcieron el rumor que el club pagó una cantidad de dinero (2000Q) al Deportivo Zacapa para que se dejaran meter gol. Se jugaba la última fecha de la hexagonal por la permanencia en la Liga Nacional. En el medio tiempo, Municipal lo perdía 1-0, y si el juego lo ganaba Zacapa, el Municipal descendía a la Liga Mayor ¨B¨; pero como el partido al final quedó 1-1, Zacapa se fue a la hoy Primera División de Guatemala.

## Equipos

### Equipos participantes
| Club                     | Ciudad              | Departamento   | Estadio                            |
| ------------------------ | ------------------- | -------------- | ---------------------------------- |
| Aurora FC                | Ciudad de Guatemala | Guatemala      | Estadio del Ejército               |
| CSD Comunicaciones       | Ciudad de Guatemala | Guatemala      | Estadio Mateo Flores               |
| CSD Municipal            | Ciudad de Guatemala | Guatemala      | Estadio Mateo Flores               |
| CSD Suchitepéquez        | Mazatenango         | Suchitepéquez  | Estadio Carlos Salazar Hijo        |
| CD Cobán Imperial        | Cobán               | Alta Verapaz   | Estadio José Ángel Rossi           |
| Deportivo Amatitlán      | Amatitlán           | Guatemala      | Estadio Guillermo Slowing          |
| Deportivo Jalapa         | Jalapa              | Jalapa         | Estadio Edilberto Bonilla          |
| Deportivo Zacapa         | Zacapa              | Zacapa         | Valentín del Cid                   |
| CSD Juventud Retalteca   | Retalhuleu          | Retalhuleu     | Estadio Óscar Monterroso Izaguirre |
| CSD Tipografía Nacional  | Ciudad de Guatemala | Guatemala      | Estadio Mateo Flores               |
| CSD Xelajú MC            | Quetzaltenango      | Quetzaltenango | Estadio Mario Camposeco            |
| Izabal Juventud Católica | Puerto Barrios      | Izabal         | Estadio Roy Fearon                 |

### Equipos por Departamento
| Departamento   | N.º | Equipos                                                            |
| -------------- | --- | ------------------------------------------------------------------ |
| Guatemala      | 5   | Amatitlán, Aurora, Comunicaciones, Municipal, Tipografía Nacional. |
| Alta Verapaz   | 1   | Cobán Imperial                                                     |
| Izabal         | 1   | Izabal J.C.                                                        |
| Jalapa         | 1   | Jalapa                                                             |
| Quetzaltenango | 1   | Xelajú M.C.                                                        |
| Retalhuleu     | 1   | Juventud Retalteca                                                 |
| Suchitepéquez  | 1   | Suchitepéquez                                                      |
| Zacapa         | 1   | Zacapa                                                             |

## Fase de clasificación
|  | Pos. | Equipos             | PJ | PG | PE | PP | GF | GC | Dif. | PTS | Clasificación                |
|  | ---- | ------------------- | -- | -- | -- | -- | -- | -- | ---- | --- | ---------------------------- |
|  | 1º   | Aurora              | 22 | 11 | 9  | 2  | 33 | 14 | +19  | 31  | Hexagonal de campeonato      |
|  | 2º   | Comunicaciones      | 22 | 11 | 8  | 3  | 33 | 16 | +17  | 30  | Hexagonal de campeonato      |
|  | 3º   | Cobán Imperial      | 22 | 7  | 12 | 3  | 27 | 12 | +15  | 26  | Hexagonal de campeonato      |
|  | 4º   | Suchitepéquez       | 22 | 8  | 9  | 5  | 27 | 16 | +11  | 25  | Hexagonal de campeonato      |
|  | 5º   | Juventud Retalteca  | 22 | 9  | 5  | 8  | 34 | 21 | +13  | 23  | Hexagonal de campeonato      |
|  | 6º   | Tipografía Nacional | 22 | 7  | 8  | 7  | 24 | 24 | 0    | 22  | Hexagonal de campeonato      |
|  | 7º   | Amatitlán           | 22 | 5  | 10 | 7  | 23 | 25 | -2   | 20  | Hexagonal por la permanencia |
|  | 8º   | Izabal JC           | 22 | 7  | 6  | 9  | 18 | 23 | -5   | 20  | Hexagonal por la permanencia |
|  | 9°   | Municipal           | 22 | 5  | 10 | 7  | 20 | 39 | -19  | 20  | Hexagonal por la permanencia |
|  | 10º  | Xelajú MC           | 22 | 4  | 10 | 8  | 22 | 36 | -14  | 18  | Hexagonal por la permanencia |
|  | 11°  | Zacapa              | 22 | 4  | 8  | 10 | 19 | 30 | -11  | 16  | Hexagonal por la permanencia |
|  | 12°  | Jalapa              | 22 | 5  | 3  | 14 | 15 | 39 | -24  | 13  | Hexagonal por la permanencia |
|  |      |                     |    |    |    |    |    |    |      |     |                              |

## Fase final

### Hexagonal Final
|                                                  | Pos. | Equipos             | PJ | PG | PE | PP | GF | GC | Dif. | PTS | Clasificación                                        |
| ------------------------------------------------ | ---- | ------------------- | -- | -- | -- | -- | -- | -- | ---- | --- | ---------------------------------------------------- |
|                                                  | 1º   | Juventud Retalteca  | 10 | 5  | 4  | 1  | 19 | 8  | +11  | 14  | Copa de Campeones de la Concacaf 1986 - Segunda fase |
|                                                  | 2º   | Comunicaciones      | 10 | 5  | 4  | 1  | 13 | 4  | +9   | 14  | Copa de Campeones de la Concacaf 1986 - Primera fase |
|                                                  | 3º   | Suchitepéquez       | 10 | 3  | 4  | 3  | 11 | 10 | +1   | 10  |                                                      |
|                                                  | 4º   | Tipografía Nacional | 10 | 2  | 5  | 3  | 6  | 14 | -8   | 8   |                                                      |
|                                                  | 5º   | Aurora              | 10 | 3  | 2  | 5  | 8  | 11 | -3   | 8   |                                                      |
|                                                  | 6º   | Cobán Imperial      | 10 | 1  | 3  | 6  | 7  | 17 | -10  | 5   |                                                      |
| Se jugó una final debido a la igualdad de puntos |      |                     |    |    |    |    |    |    |      |     |                                                      |

## Final (desempate)
| 29 de diciembre de 1985 | Comunicaciones            | 1:0 (1:0) | Juventud Retalteca | Estadio José Ángel Rossi, Cobán |  |
|                         | Oscar Hernández Girón 20' |           |                    |                                 |  |

## Campeón
| Campeón Temporada 1985    |
| Comunicaciones 12º Título |
| ------------------------- |

## Hexagonal por la permanencia
|  | Pos. | Equipos   | PJ | PG | PE | PP | GF | GC | Dif. | PTS | Clasificación           |
|  | ---- | --------- | -- | -- | -- | -- | -- | -- | ---- | --- | ----------------------- |
|  | 1º   | Izabal JC | 5  | 3  | 1  | 1  | 8  | 3  | +5   | 7   |                         |
|  | 2º   | Xelajú MC | 5  | 3  | 1  | 1  | 7  | 5  | +2   | 7   |                         |
|  | 3º   | Municipal | 5  | 2  | 1  | 2  | 7  | 6  | +1   | 5   |                         |
|  | 4º   | Amatitlán | 5  | 2  | 1  | 2  | 5  | 5  | 0    | 5   |                         |
|  | 5º   | Jalapa    | 5  | 1  | 1  | 3  | 5  | 9  | -4   | 3   |                         |
|  | 6º   | Zacapa    | 5  | 1  | 1  | 3  | 3  | 7  | -4   | 3   | Primera División B 1986 |
|  |      |           |    |    |    |    |    |    |      |     |                         |